# Khalima Gadji
Khalima Gadji est une mannequin et actrice sénégalo-maroco-algérienne née le 25 août 1989 à Dakar (Sénégal). Elle est connue pour avoir joué le rôle de Marème dans la série « Maîtresse d’un homme marié » produite par Marodi TV.

## Biographie et famille
De mère maroco-algérienne et de père sénégalais, Khalima Gadji grandit dans la communauté marocaine au Sénégal. Elle fait ses études dans ce pays mais ne va pas très loin après  avoir redoublée à plusieurs reprises. En effet, elle arrête ses études en classe de 5e au collège pour s'adonner à son rêve, devenir actrice.
Son frère, Kader Gadji est acteur également. Il joue avec elle le rôle de Birame dans la série Maîtresse d'un homme marié.
Elle est la mère d'une fille née en 2010.

## Carrière
Les débuts de Khalima dans le milieu de l'audiovisuel ne sont pas faciles. En effet, dû à son bégaiement, elle est rejetée à plusieurs reprises lors des castings qu'elle commence à 15 ans. Grâce à plusieurs plateformes d'expression artistique tel que Wakh Art, elle commence par être modèle photo pour des marques et magazines. Au fil des années, elle enchaîne les publicités à la télévision. Ses premiers pas dans le cinéma sont marqués par son rôle dans Tundu Wundu d'Abdoulahad Wone, mais aussi Sakho & Mangane, créée par Jean Luc Herbulot. Cette série précitée est disponible sur la plateforme de streaming Netflix.
De manière fulgureuse, elle est révélée au grand public, au niveau international, grâce à son rôle principal dans Maîtresse d'un homme marié. Son personnage est Marème Dial, la maîtresse de Cheikh, un chef d'entreprise dans l'immobilier marié à Lalla.
Khalima Gadji n'aimait pas au départ le personnage de Marème qui lui paraissait "très hautaine", elle aurait préféré le rôle de Racky Sow. Elle est souvent prise à partie par des gens qui la confondent avec son personnage et lui reprochent de donner un mauvais exemple ,. Mais elle considère que ce rôle et les réactions qu'il suscite sont révélateurs de la différence de regard que porte la société sur la sexualité des hommes et celle des femmes.
Elle remporte le prix du meilleur interprétation féminine aux Sotigui Awards de 2020.

## Filmographie

### Séries
- Seybi 2.0, mini-série de Tv1Africa : Aïcha
- Tundu Wundu d'Abdoulahad Wone
- Sakho & Mangane de Jean Luc Herbulot : Awa
- Maîtresse d'un homme marié de Kalista Sy : Marème Dial
- Le futur est a nous de Samantha Biffot et Olivier Szulzynger : Aby Konan

### DocumentaireDon't Call Me Fire
En 2021, dans Don't Call me Fire, un film documentaire réalisé par Oualid Khelifi et produit par l'agence Anzul, Khalima Gadji aborde la question de la santé mentale, de la dépression et des traumatismes mais aussi de l’identité, de la race, du fait de grandir entre deux cultures.